# Райт (округ, Айова)
Шаблон:StateAbbr_ 42°43′59″ пн. ш. 93°44′08″ зх. д. / 42.733055555556° пн. ш. 93.735555555556° зх. д.
Округ  Райт (англ. Wright County) — округ (графство) у штаті  Айова, США. Ідентифікатор округу 19197.

## Історія
Округ утворений 1851 року.

## Демографія
За даними перепису 
2000 року 
загальне населення округу становило 14334 осіб, зокрема міського населення було 6040, а сільського — 8294.
Серед мешканців округу чоловіків було 7027, а жінок — 7307. В окрузі було 5940 домогосподарств, 3939 родин, які мешкали в 6559 будинках.
Середній розмір родини становив 2,92.
Віковий розподіл населення поданий у таблиці:
| Стать    | До 15 років | 15-21 | 22-29 | 30-39 | 40-49 | 50-65 | 65-85 | Понад 85 |
| -------- | ----------- | ----- | ----- | ----- | ----- | ----- | ----- | -------- |
| Чоловіки | 1468        | 678   | 545   | 879   | 1155  | 1102  | 1041  | 159      |
| Жінки    | 1363        | 558   | 497   | 879   | 1025  | 1147  | 1443  | 395      |

## Суміжні округи
- Генкок — північ
- Франклін — схід
- Гардін — південний схід
- Гамільтон — південь
- Вебстер — південний захід
- Гумбольдт — захід

## Виноски
1. ↑  U.S. Decennial Census. United States Census Bureau. Процитовано 20 липня 2014.
2. ↑  Historical Census Browser. University of Virginia Library. Архів оригіналу за 11 серпня 2012. Процитовано 20 липня 2014.
3. ↑  Population of Counties by Decennial Census: 1900 to 1990. United States Census Bureau. Процитовано 20 липня 2014.
4. ↑  Census 2000 PHC-T-4. Ranking Tables for Counties: 1990 and 2000 (PDF). United States Census Bureau. Процитовано 20 липня 2014.
5. ↑  State & County QuickFacts. United States Census Bureau. Архів оригіналу за 5 серпня 2011. Процитовано 20 липня 2014.(англ.) Наведено за англійською вікіпедією.
6. ↑  American FactFinder. Бюро перепису населення США. Архів оригіналу за 26 лютого 2012. Процитовано 31 січня 2008.

| США | Це незавершена стаття з географії США. Ви можете допомогти проєкту, виправивши або дописавши її. |